# Jari Kainulainen
Jari Kainulainen, född den 29 april 1970 i Helsingfors, är en finländsk rockmusiker. Kainulainen spelade i bandet H.E.A.T innan han 1993 började spela i det finländska powermetal-bandet Stratovarius. Hösten 2005 lämnade han bandet och startade sitt eget band, "Mess". Kainulainen spelar sexsträngad basgitarr (Ibanez SR och BTB 6). År 2007 blev han medlem som basgitarrist i proggmetal-bandet Evergrey. Han lämnade Evergrey 2010.
2013 blev Kainulainen med i det nya bandet Shadowquest. I januari 2015 släpptes bandets debutalbum Armoured IV Pain.

## Diskografi (urval)
Studioalbum med Stratovarius
- 1994 – Dreamspace
- 1995 – Fourth Dimension
- 1996 – Episode
- 1997 – Visions
- 1998 – Destiny
- 2000 – Infinite
- 2003 – Elements Part 1
- 2003 – Elements Part 2
- 2005 – Stratovarius

Studioalbum med Evergrey
- 2008 – Torn

Studioalbum med Elias Viljanen
- 2009 – Fire-Hearted

Med Masterplan
- 2013 – "Keep Your Dream Alive" (Singel)
- 2013 – Novum Initium
- 2015 – Keep Your Dream aLive (Livealbum)
- 2017 – PumpKings

Med Mess
- 2006 – Mess (Demo)

Studioalbum med Evergrey
- 2008 – Torn

Studioalbum med Shadowquest
- 2015 – Armoured IV Pain